# Mfecane

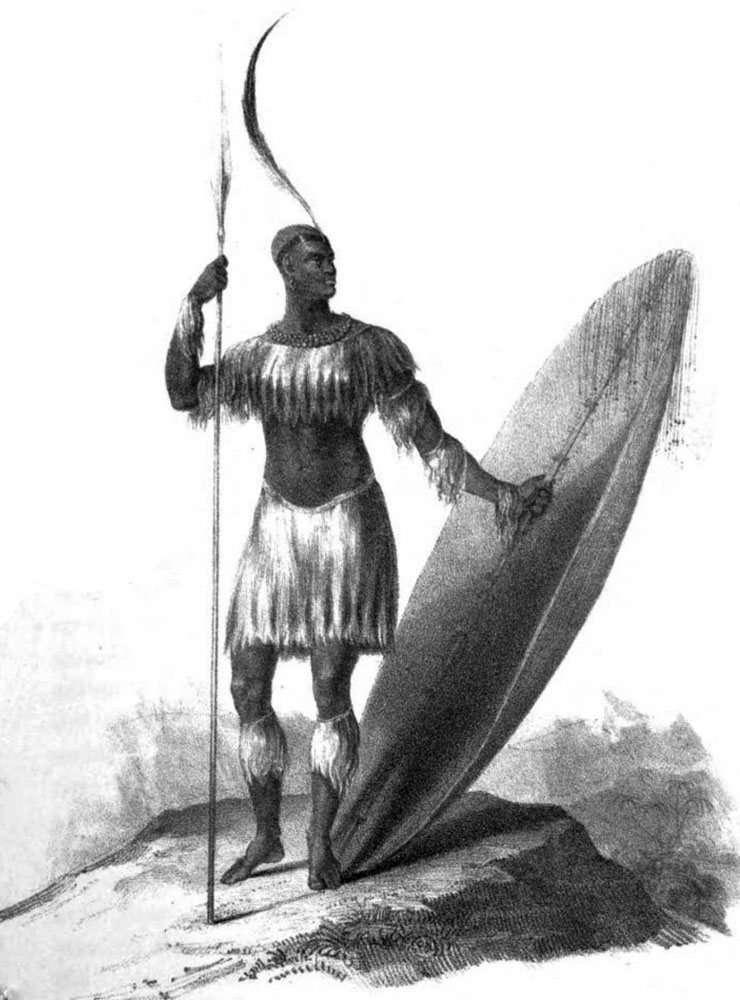
Shaka, o grande unificador dos povos zulu.

Mfecane (na língua zulu), também denominado Difaqane ou Lifaqane (nas línguas soto-tsuana), é a designação dada ao período de grande convulsão social que se viveu em grande parte da África Austral entre 1815 e cerca de 1835. A expressão significa esmagamento ou fragmentação, descrevendo o caos que se instalou na região e a dispersão forçada dos povos envolvidos, que fugindo à guerra foram obrigados a migrar para os territórios vizinhos, desencadeando uma reacção em cadeia que envolveu a generalidade dos povos do sul da África. O Mfecane conduziu à formação e consolidação de diversas unidades políticas e grupos étnicos, entre os quais os matabeles, os fengos e os macololos, e à criação de Estados como o moderno Lesoto.

## Causas
Embora existam visões contraditórias sobre as causas do Mfecane, com alguns historiadores a atribuírem a sua origem à pressão do colonialismo europeu e ao esclavagismo, a visão mais consensual atribui o seu desencadear à subida ao poder de Shaka Zulu, o rei do Reino Zulu e grande líder militar que unificou os povos de línguas angunes entre os rios Tugela e Pongola nos primeiros anos do século XIX, criando uma grande potência militar na região.
A criação dessa potência militar, o Reino Zulu, resultou directamente do crescimento populacional que se tinha verificado na África Austral durante o século anterior, em boa parte consequência de ali ter sido introduzido o cultivo do milho pelos portugueses. O milho produzia bastante mais alimento do que o sorgo e as restantes culturas tradicionais, permitindo alimentar uma população muito maior, embora com acrescidas necessidades hídricas: daí resultou uma crescente pressão sobre os solos aráveis, em particular os sitos próximo dos rios, e uma muito maior disponibilidade de homens, o que permitiu criar grandes levas de guerreiros livres da obrigação de participar nos trabalhos agrícolas, pois a produtividade do milho permitia dispensar mão-de-obra.
Esta nova situação sócio-económica permitiu a Shaka Zulu criar um exército permanente, bem alimentado e bem treinado, uma realidade nova no panorama político da África Austral.
Entretanto, em finais do século XVIII a maioria das terras aráveis propícias à cultura do milho estavam ocupadas, ao mesmo tempo que o esgotamento dos solos e um declínio na precipitação diminuía as colheitas e aumentava a pressão sobre os recursos, levando a crescentes disputas sobre a posse de terras onde o milho pudesse ser cultivado. A primeira década do século XIX correspondeu a um período de seca, acelerando a desestabilização da região.
Neste contexto, em 1817, Dingiswayo, líder dos mtétuas, um grupo de povos que se tinham instalado nas terras a sul do rio Tugela, formou uma aliança com os povos de etnia tsonga, passando a controlar as rotas comerciais que do interior levavam ao entreposto português da baía de Maputo (ou baía de Delagoa como lhe chamavam os britânicos), com destaque para a nascente povoação de Maputo. Esta aliança interferiu com as rotas comerciais usada pelos povos anduandués, também eles agrupados numa aliança informal liderada por Zwide e centrada em terras mais a norte, nas margens do rio Pongola. Escaramuças entre forças de ambos os grupos começaram a ser cada vez mais frequentes, servindo de catalisador para a guerra generalizada que foi o Mfecane.

## A subida ao poder de Shaka Zulu e o domínio Zulu
Quando os mtétuas foram derrotados pelos anduandués liderados por Zwide, e Dingiswayo morto, muitos dos clãs mtétuas entraram em aliança com o clã zulu, até aí um parceiro menor, formando uma grande confederação sob a liderança de Shaka Zulu, o líder zulu. No processo os zulus conquistaram e assimilaram um número crescente de tribos da área, assumindo-se como a maior força da confederação. Quando novas técnicas guerreiras desenvolvidas por Shaka Zulu os levaram à vitória na batalha de Gqokli Hill, estava iniciado o percurso que conduziu à derrota e subjugação dos anduandués e à formação da grande potência militar zulu liderada por Shaka Zulu.
Nas guerras de conquista e assimilação que se seguiram, em geral apenas as mulheres e as crianças dos clãs e aldeias conquistadas eram aceites, sendo os homens, em particular os idosos, mortos ou obrigados a procurar refúgio noutras regiões. Neste processo formaram-se crescentes grupos de guerreiros desapossados das suas terras e famílias que replicavam a táctica, conquistando outras aldeias e terras, numa reacção em cadeia que se propagou por uma extensa região da África Austral, envolvendo múltiplos povos e criando um processo de rápida mutação social e política.

## Consequências do Mfecane
Para leste, os refugiados deste turbilhão social foram assimilados pelos povos de língua xossa da actual região do Cabo Oriental, formando os fengos. Foram sujeitos a sucessivas ondas de ataques pelos povos vizinhos e severamente pressionados pela crescente presença britânica na região.
Moshoeshoe I do Lesoto conseguiu unificar os clãs da região montanhosa do actual território de Cuazulo-Natal, construindo fortes nas montanhas e mantendo um complexo processo diplomático que permitiu a manutenção da sua autonomia face aos europeus e aos povos vizinhos, repelindo múltiplas agressões. Este processo levou à formação do actual reino do Lesoto.
Soshangane, um dos generais de Zwide, refugiou-se com os seus exércitos no actual território de Moçambique, seguido pelo resto dos anduandués após a sua derrota por Shaka Zulu na batalha de Mhlatuze em 1819. Formaram uma grande confederação, dominando o vasto território que ficaria conhecido na historiografia portuguesa e moçambicana pelo nome de império de Gaza. No processo subjugaram os povos tsongas que viviam naquela região, muitos dos quais se viram obrigados a fugir, atravessando os montes Libombos e internando-se no norte do actual Transvaal.
Zwangendaba, do clã Jere ou Gumbi, um dos comandantes do exército anduandué, retirou para norte com Soshangane após a derrota de 1819. Continuando para além do território actual de Moçambique, fundou um Estado angune na região entre o lago Niassa e o lago Tanganica.
Os povos suázis que viviam no território do actual Essuatíni fixaram-se a sudoeste da região e mantiveram guerras periódicas com os anduandués. Sobhuza, um dos líderes suázis, por volta de 1820 conduziu o seu povo para as regiões montanhosas de maior altitude como forma de se proteger dos ataques dos zulus. Após esta migração, passaram a ser conhecidos por suázis (até então chamavam-se "anguanes"), e Sobhuza fundou o Reino Suázi naquilo que é hoje a região central de Essuatíni.
O general zulu Mzilikazi entrou em ruptura com Shaka Zulu e fundou o clã cumalo dos zulus no território que é hoje o Estado Livre de Orange e partes do Transvaal. Quando os bôeres da grande jornada entraram naquela região em 1837, derrotas em diversas escaramuças convenceram Mzilikazi a mudar-se para o território a norte do rio Limpopo e a estabelecer o Reino Mutuacazi dos matabeles na região hoje conhecida por Matabelelândia Sul, no sul do actual Zimbábue.